# Mora (Hiszpania)
Mora – gmina w Hiszpanii, w prowincji Toledo, w Kastylii-La Mancha, o powierzchni 168,57 km². W 2011 roku gmina liczyła 10 466 mieszkańców.